# Amalrik VI van Thouars
Amalrik VI van Thouars (overleden te Thouars in 1139) was van 1127 tot aan zijn dood burggraaf van Thouars.

## Levensloop
Amalrik VI was de oudste zoon van burggraaf Herbert II van Thouars en diens echtgenote Agnes, wier afkomst onbekend gebleven is. Hij huwde met Mathilde van Aquitanië. Ze kregen een dochter Margaretha, die huwde met heer Berlay IV van Montreuil.
Na de dood van zijn vader in 1104, volgde diens jongere broer Godfried III hem op als burggraaf van Thouars. Hierbij werden de erfrechten van Amalrik VI genegeerd. Nadat Godfried III in 1123 overleed en opgevolgd werd door zijn zoon Amalrik V, liet Amalrik VI zijn aanspraken op Thouars gelden. Bijgevolg kwam het tot een conflict met zijn neef, dat in 1127 ten einde kwam, toen Amalrik V werd vermoord. Vermoed wordt dat dit in opdracht van Amalrik VI gebeurde. Vervolgens werd hij de nieuwe burggraaf van Thouars.
Hij raakte betrokken in een oorlog tegen graaf Godfried V van Anjou, maar die liep voor Amalrik VI en zijn bondgenoten slecht af. Daarna trok hij zich in 1129 voor de rest van zijn leven terug in zijn kasteel.
Toen Amalrik, die geen mannelijke nakomelingen had gekregen, in 1139 op sterven lag, had hij geen andere keuze dan zijn dichtste verwante mannelijke familielid aan te stellen als erfgenaam. In dit geval was dit Willem I, de zoon van zijn vroegere rivaal Amalrik V. Na zijn dood werd Amalrik VI bijgezet in de Abdij van Saint-Jouin-de-Marnes.